# Bahnhof Apeldoorn
Der Bahnhof Apeldoorn ist der größte Bahnhof der niederländischen Stadt Apeldoorn. Der Bahnhof wird täglich von 12.590 Personen (2024) genutzt. Er ist zentraler Knotenpunkt im städtischen öffentlichen Personennahverkehr (ÖPNV). Am Bahnhof verkehren nationale Regional- und Fernverkehrszüge sowie der grenzüberschreitende Intercity (Linie 77) von Amsterdam nach Berlin.

## Geschichte
Der Bahnhof wurde am 15. Mai 1876 in Betrieb genommen, als der Abschnitt der Bahnstrecke Amsterdam–Zutphen, zwischen Amersfoort und Zutphen eröffnet wurde. Am 22. Januar 1943 wurden von diesem Bahnhof aus über 1200 jüdische Patienten und Mitarbeiter der psychiatrischen Klinik Het Apeldoornsche Bosch mit einem Zug auf direktem Wege nach Auschwitz deportiert und dort ermordet.
Der Bahnhof wurde zwischen 2004 und 2008 komplett neu erbaut, bis auf das Bahnhofsgebäude, was nur grundsaniert wurde. Seitdem ist es möglich, den Bahnhof durch einen Tunnel zu unterfahren, dies gilt jedoch nur für Fußgänger und Fahrräder. Bis 2006 war der Bahnhof der einzige in Apeldoorn, was eher ungewöhnlich für eine Stadt mit knapp 140.000 Einwohner ist. Man entschloss sich zur Eröffnung der Stationen Osseveld an der Bahnstrecke nach Deventer und De Maten an der Strecke nach Zutphen.

## Streckenverbindungen
Im Jahresfahrplan 2023 verkehren folgende Linien:
| Zugtyp                                      | Linienverlauf | Frequenz                                                                                       |
| ------------------------------------------- | --- | ---------------------------------------------------------------------------------------------- |
| Intercity (NS International/DB Fernverkehr) | Amsterdam Centraal – Amersfoort Centraal – Apeldoorn – Deventer – Hengelo – Bad Bentheim – Rheine – Osnabrück Hbf – Hannover Hbf – Berlin Hbf – Berlin Ostbahnhof | zweistündlich                                                                                  |
| Intercity                                   | Amsterdam Centraal – Hilversum – Amersfoort Centraal (– Apeldoorn – Deventer)                                                                                     | halbstündlich; fährt außerhalb der HVZ zweistündlich zwischen Amersfoort Centraal und Deventer |
| Intercity                                   | Schiphol Airport – Amsterdam Zuid – Amersfoort Centraal – Apeldoorn – Deventer – Hengelo – Enschede                                                               | stündlich                                                                                      |
| Intercity                                   | Den Haag Centraal – Gouda – Utrecht Centraal – Amersfoort Centraal – Apeldoorn – Deventer – Hengelo – Enschede                                                    | stündlich                                                                                      |
| Sprinter                                    | Apeldoorn – Deventer – Almelo (– Hengelo – Enschede) | halbstündlich; nur in HVZ bis Hengelo und Enschede                                             |
| Sneltrein (Arriva)                          | Apeldoorn – Zutphen – Winterswijk | stündlich; fährt nur abends; fährt am Wochenende ganztägig                                     |
| Stoptrein (Arriva)                          | Zutphen – Apeldoorn | halbstündlich                                                                                  |